# Waverly City
Waverly és una població del Comtat de Pike (Ohio) als Estats Units d'Amèrica.

## Demografia
Segons el Cens dels Estats Units del 2000 Waverly tenia 4.433 habitants, 2.028 habitatges, i 1.237 famílies. La densitat de població era de 436,6 habitants per km².
Dels 2.028 habitatges en un 23,8% hi vivien nens de menys de 18 anys, en un 46,4% hi vivien parelles casades, en un 11,4% dones solteres, i en un 39% no eren unitats familiars. En el 35,9% dels habitatges hi vivien persones soles el 22,7% de les quals corresponia a persones de 65 anys o més que vivien soles. El nombre mitjà de persones vivint en cada habitatge era de 2,15 i el nombre mitjà de persones que vivien en cada família era de 2,76.
Per edats la població es repartia de la següent manera: un 20,7% tenia menys de 18 anys, un 7,3% entre 18 i 24, un 24% entre 25 i 44, un 18,2% de 45 a 60 i un 29,8% 65 anys o més.
L'edat mediana era de 43 anys. Per cada 100 dones de 18 o més anys hi havia 75,8 homes.
La renda mediana per habitatge era de 33.895 $ i la renda mediana per família de 41.346 $. Els homes tenien una renda mediana de 38.045 $ mentre que les dones 20.972 $. La renda per capita de la població era de 18.553 $. Aproximadament el 9,1% de les famílies i el 12,2% de la població estaven per davall del llindar de pobresa.

## Poblacions properes
El següent diagrama mostra les poblacions més properes.